# Ultimate Victory
Albums de Chamillionaire
The Sound of Revenge
(2005) Ammunition
(2012)
Singles
1. Hip Hop Police
Sortie : 22 juillet 2007
2. The Bill Collecta
Sortie : 18 septembre 2007
3. Industry Groupie
Sortie : 9 octobre 2007

Ultimate Victory est le deuxième album studio de Chamillionaire, sorti le 18 septembre 2007.
L'album s'est classé 3e au Top R&B/Hip-Hop Albums et 8e au Billboard 200.
Au 1er mai 2008, 215 000 exemplaires d'Ultimate Victory s'étaient vendus aux États-Unis.

## Liste des titres
| No  | Titre                                                                  | Contient un (des) sample(s) de | Durée |
| --- | ---------------------------------------------------------------------- | --- | ----- |
| 1.  | The Morning News (Produit par Kane Beatz)                              | | 3:58  |
| 2.  | Hip Hop Police (featuring Slick Rick – Produit par J.R. Rotem)         | In da Club de 50 Cent Murder Was the Case (Death After Visualizing Eternity) de Snoop Dogg featuring Daz Dillinger                          | 4:11  |
| 3.  | Standing Ovation (Produit par Kane Beatz)                              | Reign de Kurt Carr featuring The KC Singers                                                                                                 | 4:27  |
| 4.  | Won't Let You Down (featuring K-Ci – Produit par Kane Beatz)           | | 4:37  |
| 5.  | Industry Groupie (Produit par J.R. Rotem)                              | The Final Countdown d'Europe Hustlin' de Rick Ross Culo de Pitbull featuring Lil Jon Shoulder Lean de Young Dro featuring T.I. 2 Step d'Unk | 3:32  |
| 6.  | Pimp Mode (featuring Bun B – Produit par Happy Perez)                  | | 5:22  |
| 7.  | Rock Star (featuring Lil Wayne – Produit par The Beat Bullies)         | | 5:00  |
| 8.  | Skit (Produit par Spanky Hayes)                                        | | 3:04  |
| 9.  | The Bill Collecta (featuring Krayzie Bone – Produit par Play-n-Skillz) | Ridin' de Chamillionaire featuring Krayzie Bone                                                                                             | 3:51  |
| 10. | The Ultimate Vacation (Produit par The Beat Bullies)                   | | 4:05  |
| 11. | Come Back to the Streets (Produit par The Runners)                     | | 4:52  |
| 12. | I Think I Love You (Produit par The Beat Bullies)                      | | 4:43  |
| 13. | The Evening News (Produit par Kane Beatz)                              | Concerto Grosso in G Minor, Op. 6, No. 8 d'Arcangelo Corelli                                                                                | 4:08  |
| 14. | Welcome to the South (featuring Pimp C – Produit par Kane Beatz)       | | 4:12  |
| 15. | You Must Be Crazy (featuring Lil' Ken – Produit par Dave M.G.)         | | 4:54  |
| 16. | We Breakin Up (Produit par CHOPS)                                      | | 4:40  |
| 17. | Stuck in the Ghetto (Skit) (Produit par Tony Henry)                    | | 1:45  |
| 18. | Rocky Road (featuring Devin the Dude – Produit par Happy Perez)        | Make It Rain de Fat Joe featuring Lil Wayne                                                                                                 | 4:59  |
| 19. | The Ultimate Victory (Produit par Happy Perez)                         | | 4:26  |

| 20. | Somebody's Gonna Get Hurt (Produit par Rick Rock) | 3:25 |

| 21. | Still Countin' My Cash (Produit par TrakTwinz) | 4:25 |